# Tatort: Tollwut
Tollwut ist ein Fernsehfilm aus der Fernseh-Kriminalreihe Tatort der ARD, des ORF und des SRF.
Der im Auftrag des WDR produzierte Film wurde am 4. Februar 2018 erstmals im Fernsehen gesendet; seine Premiere feierte der Film am 25. November 2017 auf dem Kinofest Lünen. Es ist der elfte Fall der Ermittler Faber, Bönisch und Dalay, verkörpert von Jörg Hartmann, Anna Schudt und Aylin Tezel.

## Handlung
In der Justizvollzugsanstalt Dortmund stirbt ein Häftling an Tollwut, ohne mit einem erkrankten Tier in Berührung gekommen zu sein. Die Ermittlungen ergeben, dass der Insasse bei einer Messerstecherei vorsätzlich mit dem Virus infiziert wurde, und auch JVA-Arzt Dr. Zander, ein ehemaliger Kollege von Faber, Bönisch und Dalay, ist bei der Messerstecherei infiziert worden und sieht seinem Tod entgegen. Das Dortmunder Tatort-Team versucht, die Hintergründe des Mordes aufzuklären. In den nächsten Tagen sterben weitere Gefangene an tollwutähnlichen Symptomen, sie wurden aber nachweislich vergiftet. JVA-Leiterin Angelika Zerrer befürchtet aufgrund der Vorkommnisse und einer möglichen Kontamination der Gebäude einen Aufstand in der personell unterbesetzten Anstalt.
Faber vermutet eine Verbindung zu dem Serienmörder Markus Graf, der als mutmaßlicher Mörder von Fabers Familie gilt und vor Kurzem in die JVA Dortmund verlegt wurde. Mit der Fixierung der Ermittlungen auf Graf zieht Faber den Unmut seiner Ermittlerkolleginnen, vor allem von Dalay, auf sich. Graf gibt Faber den Hinweis, dass der Albaner Tomek Kodra die Morde initiiert haben könnte, um bei einer Evakuierung der JVA befreit werden zu können und so seiner Abschiebung nach Albanien zu entgehen, wo ihm die Rache der albanischen Mafia droht.
Tatsächlich wird die JVA evakuiert, und der hierzu erfolgende Gefangenentransport, von dem Kodra in letzter Sekunde ausgeschlossen wird, angegriffen. Dabei gelingt Graf die Flucht.
Der Film endet mit einem Cliffhanger: Nach einer Nachricht des flüchtigen Graf findet Faber die Leiche von dessen Anwältin und bei dieser ein Foto von Fabers Tochter. Graf hatte es sehr auffällig platziert, um Faber zu provozieren.
Horizontale Handlung
Nach seiner Genesung von den in Sturm erlittenen Verletzungen hat Kossik seinen Dienst beim LKA Düsseldorf angetreten. Dalay vermisst ihn und da sie ohnehin mit der Ermittlungsarbeit von Faber im aktuellen Fall unzufrieden ist, erwägt auch sie, nach Düsseldorf zu wechseln. Faber ist bemüht, die Stimmung im Ermittlerteam zu verbessern und Dalay zu halten. Die Flucht Grafs veranlasst Dalay, in Dortmund zu bleiben.
Mit der Wiederkehr des Charakters Graf wird direkt an die Episode Auf ewig Dein angeknüpft, in der dieser als wahrscheinlicher Mörder von Fabers Familie überführt wurde.

## Hintergrund
Der Tatort Tollwut wurde vom 21. Februar 2017 bis zum 23. März 2017 in Köln, Dortmund und in der ehemaligen Justizvollzugsanstalt in Magdeburg-Sudenburg gedreht.

## Rezeption

### Kritiken
„‚Tollwut‘ soll nun aller Hoffnungslosigkeit zum Trotz eine Art Neuanfang sein, eine Wiederaufstellung der Ermittler für die nächsten zehn Folgen. Der Dortmunder Krimi ist ja der ‚Tatort‘, der am konsequentesten die horizontalen Erzähltechniken des Serienfernsehens berücksichtigt, mit dieser Episode beginnt nun gleichsam die zweite Staffel. Und wie sich das gehört für eine starke Serie, werden dann sofort wieder die alten Geister zum Leben erweckt. [...] Große, fatalistisch funkelnde Dialoge entwickeln hier einen Sog, durch den der Zuschauer noch die riskanteste Plot-Wendung dieses Noir-Thrillers mitgeht.“

### Einschaltquote
Die Erstausstrahlung von Tollwut am 4. Februar 2018 wurde in Deutschland von 9,70 Millionen Zuschauern gesehen und erreichte einen Marktanteil von 25,6 % für Das Erste.